# Ipomoea aristolochiifolia
Ipomoea aristolochiifolia là một loài thực vật có hoa trong họ Bìm bìm. Loài này được G. Don mô tả khoa học đầu tiên năm 1838.